# عويذران كاروليني
عويذران كاروليني (الاسم العلمي: Limonium carolinianum)، والمعروف باسماء مختلفة مثل خزامى البحر الكاروليني، وجذر قارِح، وجذر الحبر، وجذر المستنقعات، وخزامى قوي النمو، وقوي النمو الأمريكي، أو أو قوي النمو الساحلي
، هو نوع من النباتات المُزهرة الأصلية في سواحل الشرقية لأمريكا الشمالية، من شمال المكسيك إلى كندا. إنهُ عشب معمر بطيء النمو يوجد في المستنقعات المالحة والموائل البحرية الأخرى. كثيرًا ما تُحصد النورات لاستخدامها في تنسيق الزهور المقطوفة.